# Luc Barthassat
Luc Barthassat, né le 3 septembre 1960 à Bardonnex (originaire du même lieu), est un homme politique suisse, membre du Parti démocrate-chrétien (PDC), puis du Mouvement citoyens genevois (MCG) de 2019 à 2022. 
Il est député du canton de Genève au Conseil national de mai 2005 à décembre 2013, puis conseiller d'État du canton de Genève jusqu'à mai 2018.

## Biographie
Agriculteur, paysagiste et viticulteur de profession, il siège comme député du parti démocrate-chrétien (PDC) au Grand Conseil genevois d'octobre 1993 à décembre 2007.
Il devient conseiller national le 30 mai 2005 après la démission de son collègue Jean-Philippe Maitre. Il entre également à la commission de la science, de l'éducation et de la culture. Il est réélu conseiller national lors des élections fédérales du 21 octobre 2007.

### Conseil d'État genevois

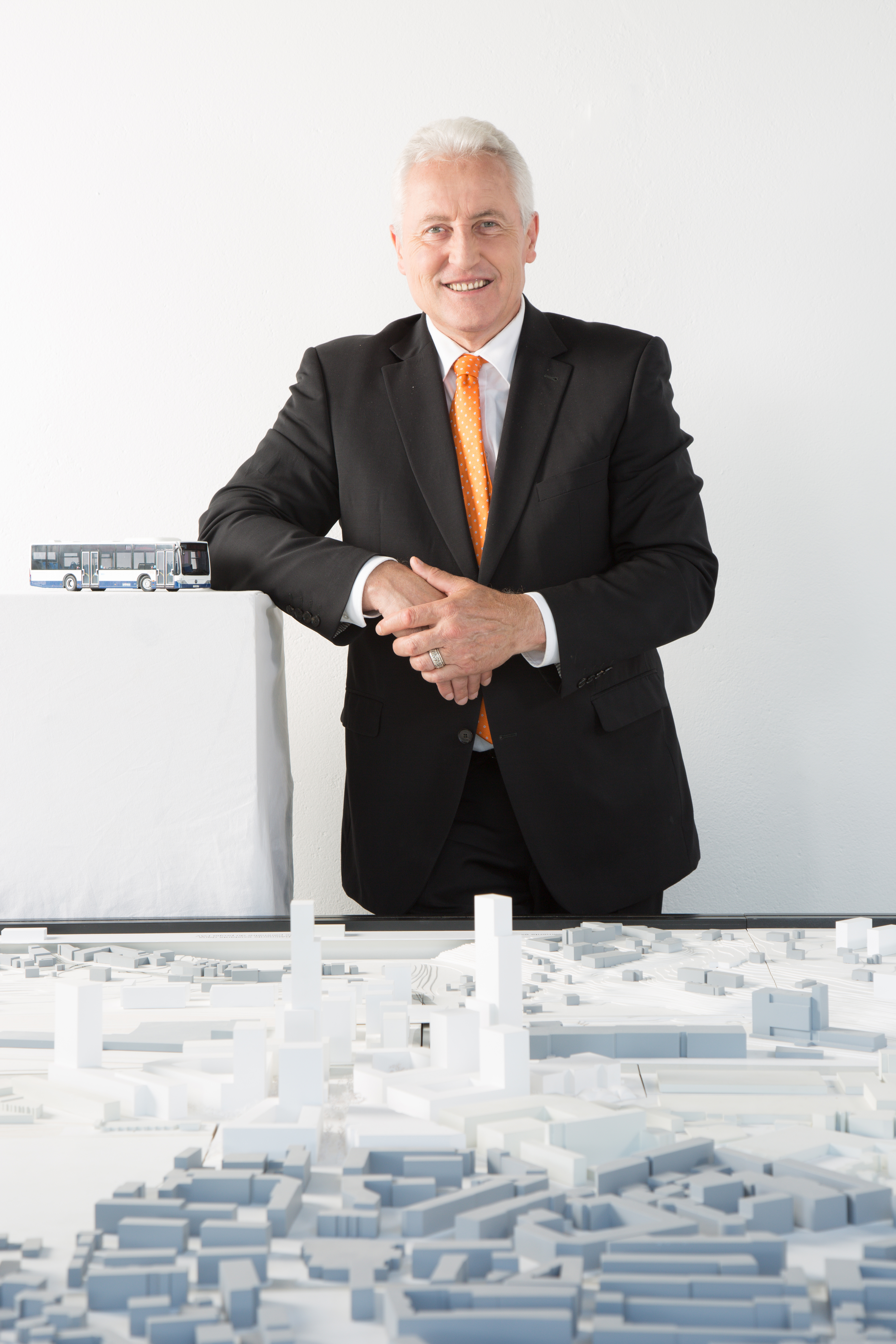
Luc Barthassat en 2015 devant une maquette du projet « Praille - Acacias - Vernets ».

Candidat au Conseil d'État aux élections de 2013, il est élu le 10 novembre à l'issue du second tour, étant arrivé en 4e position. En conséquence, il démissionne du Conseil national, remplacé par le Conseiller administratif de la ville de Genève, Guillaume Barazzone. Le 27 novembre 2013, il est annoncé qu'il prendra la direction du Département de l'environnement, des transports et de l'agriculture (DETA).
En septembre 2017, il annonce sa candidature pour la législature 2018-2023 du Conseil d'État au côté de l'autre sortant du PDC, Serge Dal Busco. Un sondage mené par l'institut Sotomo durant le mois de mars indique que Luc Barthassat serait en difficulté pour se faire réélire (8ème pour 7 places).
Contrairement aux autres sortants qui se classent tous dans les 7 premiers, Luc Barthassat termine 9e lors du premier tour de l’élection au Conseil d’État le 15 avril 2018. Le conseiller d'état explique n'être pas surpris par ces résultats et appelle à l'unité de l'Entente (coalition PLR - PDC) pour être élu. Il met son échec sur le compte de son style et de sa communication, bien qu'un éditorialiste comme Pierre Ruetschi se montre plus dur avec lui. Le lendemain, Alexandre de Senarclens (candidat PLR arrivé 10e) annonce son retrait pour favoriser les candidatures de l'Entente.
À l'issue du second tour de l'élection, le 6 mai 2018, Luc Barthassat ne parvient pas à se faire réélire, finissant à la 7e place tandis que 6 sièges seulement restaient à pourvoir à la suite de l'élection du PLR Pierre Maudet dès le premier tour,. Après cette défaite, le candidat battu n'exprime aucun doute. Comme ses soutiens, il explique ce vote par un rejet de sa personnalité et de sa communication, notamment de la part de certains acteurs médiatiques selon lui,. De leur côté, les analystes pointent également la communication de Luc Barthassat, notamment son utilisation fréquente des réseaux sociaux et la focalisation sur sa personnalité, comme raison de cet échec,,,. Ils s'accordent sur le fait que ce qui fut perçu par la population comme un atout lors de son élection en 2013 a finalement fini par se retourner contre lui.

### Conseil administratif de la ville de Genève
Luc Barthassat quitte le PDC en novembre 2019, puis il rejoint le MCG en décembre 2019 et se porte candidat à l'élection du Conseil administratif de la ville de Genève. 
Il quitte le MCG au 1er mars 2022, critiquant « le manque d'organisation, d'engagement, de combativité et d'implication de certains membres du parti ». En février 2022, il est l'un des fondateurs d'une nouvelle formation politique « participative » nommée Civis.

## Humour
En 2017, Luc Barthassat reçoit le « Prix Genferei » décerné par les journalistes politiques de Genève, pour la troisième votation sur les tarifs des Transports publics genevois.